# 破傷風菌

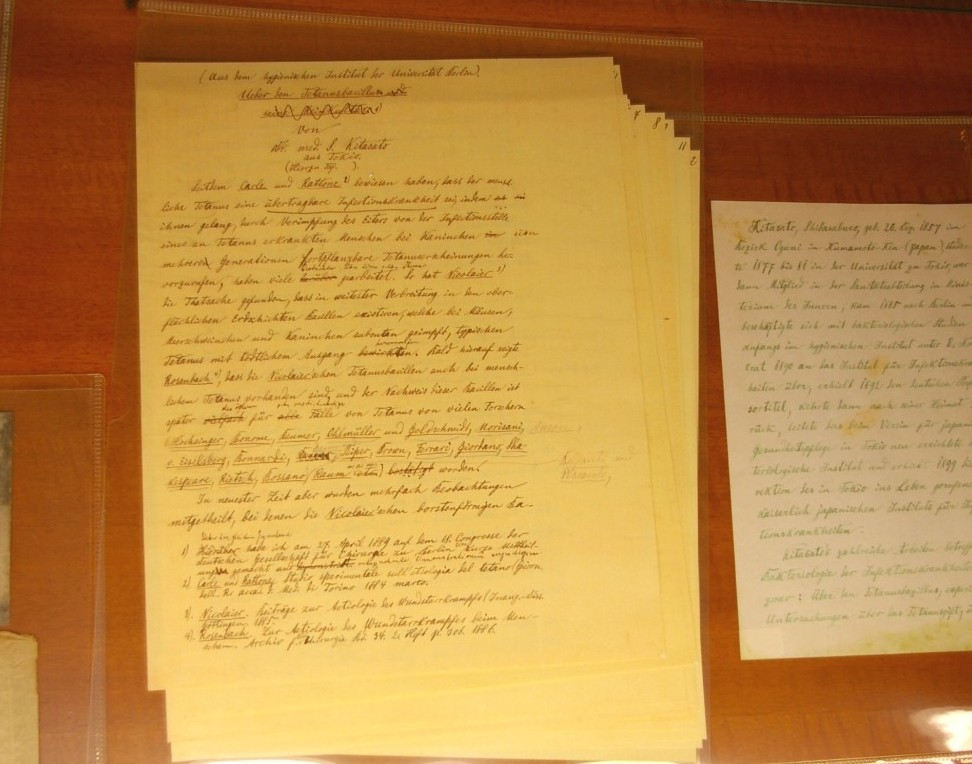
北里柴三郎博士による破傷風菌に関する論文原稿(明治22年)
コッホと思われる書き込みが認められる。
東大医科研・近代医科学記念館

破傷風菌（はしょうふうきん、英: Clostridium tetani）は、クロストリジウム属の細菌で、破傷風の病原体である。グラム陽性、嫌気性の大型桿菌。世界中の土壌や汚泥に芽胞として存在しており、傷口から空気に触れない体内に入ると増殖し、排出毒素で人体を害する。
1889年にエミール・フォン・ベーリングと北里柴三郎が初めて純粋培養に成功した。

## 毒素
産生する毒素は、テタノスパスミン(Tetanospasmin)あるいは、テタヌストキシン(Tetanus-toxin)と呼ばれる神経毒と、テタノリジンと呼ばれる溶血毒である。運動障害は破傷風毒素（テタノスパスミン）によって引き起こされる。テタノシン(Tetanolysin)は主要症状に関与しないと考えられている。
破傷風毒素の毒性は極めて強く、世界最強の毒素の一つとして知られている。マウスの半数致死量 (LD50) は体重 1 kgあたり0.000002 mg (2 ng) である。但し、致死活性は注射経路によって異なる。

破傷風菌による毒素は、神経を抑制する機能の神経に作用し、神経を「過活動の状態」にする。これが原因で、人体に筋肉のけいれんや、こわばりを起こす。毒素の作用の流れとして、神経筋接合部から神経終末膜を介して神経内に取り込まれる。取り込まれた毒素は逆行性輸送され、脊髄前角に到達し、細胞膜を通過しシナプス前膜を通りさらに上位の中枢へ運搬される。そこで抑制性シナプスを遮断し、痙性麻痺を引き起こす。ついで興奮性シナプスも遮断し、筋は拘縮した状態となる。これはストリキニーネの作用と同一である。
ちなみにこれはボツリヌストキシンの作用と逆となる。ボツリヌストキシンは筋の弛緩を発生させ、医薬品としては筋肉を収縮させないよう働く作用を利用して、痙縮の緩和や美容に用いられる。

## 特徴
大きさは 0.3〜0.6μm × 3〜6μmである。芽胞は円形で端在性であり、太鼓の撥状と呼ばれる形態を示す。この芽胞の形態はクロストリジウム属の中で破傷風菌だけが持つ特徴である。
鞭毛を持つため運動性を有し、寒天平板上で膜状に広がるのを見ることができる。
クロストリジウム属で唯一インドール産生が見られる。

## 診断
基本的には症状から推測するしかない。発症したときには外傷が治癒して分からなくなっていることがあるため、外傷が無いからといって、破傷風の可能性を除外しないことが重要である。そのため、受傷歴がないか問診することが重要となる。創傷部位や膿から、菌を分離できることもある。

## 予防
感染前に、破傷風ワクチン又は四種混合ワクチンを予防接種する。

## 治療
早期診断し、速やかに破傷風免疫グロブリン(TIG)を筋肉注射し毒素を中和する。神経細胞に毒素が結合すると中和は不可能となるため、早期診断・治療が非常に重要である。
また抗生物質としてペニシリン系薬剤を投与するほか、気管切開、ジアゼパムなどの抗痙攣薬、ベクロニウムなどの筋弛緩剤投与などといった対症療法をいつでもできるようにしておく必要がある。

## その他
北里大学の校章は破傷風菌を図案化したものである。これは学祖北里柴三郎の破傷風菌研究に由来する。